# Zeutsch (Adelsgeschlecht)
Zeutsch, auch Zeutzsch, ist ein ausgestorbenes thüringisches Adelsgeschlecht.

## Geschichte
Der gleichnamige Stammsitz war Zeutsch an der Saale, südwestlich von Orlamünde gelegen. Das dortige Gut ging bereits im 15. Jahrhundert teilweise an die Familie von Kessel über, deren Zweig sich heute Kessel-Zeutsch nennt. 1614 verkaufte Hans Christoph von Zeutsch den verbliebenen letzten Anteil am Gut Zeutsch.
Zeitweilig war die Familie Zeutsch daraufhin in der Grafschaft Mansfeld ansässig. Um 1586 erwarb Nicolaus von Zeutsch die Dörfer Vatterode und Gräfenstuhl. Daneben befand sich vom 16. bis 18. Jahrhundert auch das Rittergut Burgk bei Freital im Familienbesitz.
Die wohl bekannteste Vertreterin der Familie war Christine Eleonore von Zeutsch (1666–1699), die am 23. Juli 1687 in Halle (Saale) Johann Ludwig I. (Anhalt-Zerbst) heiratete. Ihre Enkeltochter wurde durch Heirat die russische Zarin Katharina II., auch die Große genannt.

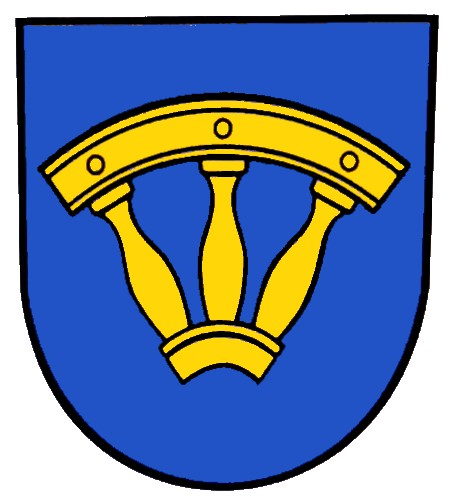
Wappen des Ortes Zeutsch

## Wappen
Im silbernen Schild ein mit drei Speichen versehenes Stück eines mit den Felgen nach oben gekehrten, roten (holzfarbenen) Rades. Auf dem gekrönten Helm mit rot-silbernen Decken das Schildbild.

## Bekannte Vertreter
- Caspar Heinrich von Zeutsch (1669–1741), kursächsischer Hofbeamter und Rittergutsbesitzer
- August Siegmund von Zeutsch (1703–1771), kursächsischer Kriegsrat, Generalleutnant, Vizepräsident und Rittergutsbesitzer.